# Micro-région de Kaposvár
La micro-région de Kaposvár (en hongrois : kaposvári kistérség) est une micro-région statistique hongroise rassemblant plusieurs localités autour de Kaposvár.